# Massacre de Mapiripán
O Massacre de Mapiripán foi um massacre de civis que ocorreu em Mapiripán, Departamento de Meta, Colômbia . O massacre foi realizado entre 15 e 20 de julho de 1997 pelas Autodefesas Unidas da Colômbia (AUC), um grupo paramilitar de direita. 
A 12 de julho de 1997, dois aviões que transportavam paramilitares chegaram ao aeroporto de São José do Guaviare, base da polícia antinarcóticos.
A 15 de julho de 1997, os paramilitares chegaram a Mapiripán, onde usaram motosserras e facões para assassinar, decapitar, desmembrar e estripar civis. Dado que os corpos foram atirados para um rio, não se sabe exatamente quantas pessoas morreram. Em 2003, o Departamento de Estado dos Estados Unidos declarou que pelo menos 30 civis foram mortos.
Perante a Corte Interamericana de Direitos Humanos, o governo da Colômbia admitiu que membros das suas forças militares também participaram no massacre, por omissão.  O general Jaime Uscátegui teria ordenado que as tropas locais sob seu comando ficassem longe da área onde os assassinatos decorriam, até que os paramilitares terminassem o massacre e fossem embora. Uscátegui foi posteriormente processado, levado a julgamento e subsequentemente absolvido. No entanto, a 25 de novembro de 2009, o Tribunal Superior de Bogotá revogou a sentença e condenou Uscátegui a 40 anos de prisão.
Um dos líderes paramilitares alegadamente responsáveis pelo massacre, Dumas de Jesús Castillo Guerrero, conhecido como “Carecuchillo”, entregou-se às autoridades a 20 de Maio de 2008, após ter sido considerado morto durante meio ano.